# Association française pour le nommage Internet en coopération
Association française pour le nommage Internet en Coopération (AFNIC) é uma empresa sem fins lucrativos que foi criada em Dezembro de 1997, a fim de operar domínios códigos de país de nível superior franceses como .fr , .re e .tf .  Atualmente, a AFNIC é regulada por um decreto aprovado em 6 de fevereiro de 2007.  A AFNIC está sediada na comuna de Montigny-le-Bretonneux em Saint-Quentin-en-Yvelines , França .

## Membros
A AFNIC inclui como membros jogadores de Internet públicos e privados: usuários (pessoas físicas e jurídicas), registradores de nomes de domínio (provedores de serviços de Internet), entidades internacionais e representantes públicos de autoridade.

## Missões
O AFNIC gere um serviço de interesse geral.  Portanto, está na encruzilhada de operadores, provedores de serviços de Internet, usuários da Internet, autoridades públicas e outras partes nacionais e internacionais.
Esta posição e responsabilidade privilegiada que tem a AFNIC a leva a participar da evolução da governança e da gestão da Internet.  Deste modo, a AFNIC está amplamente envolvida no coro das relações internacionais.
Através de suas missões, as ações internacionais da AFNIC estão focadas em três direções principais:
- Contribuir e participar da governança e gerenciamento global da Internet (WSIS, ICANN, CENTR...)
- Introduzir novos padrões e serviços ( IETF , RIPE NCC )
- Transferir seu conhecimento e habilidade.

Nos últimos anos, o número de reuniões internacionais em que os registros de nomes de domínio estão envolvidos está aumentando constantemente.  Essa forte atividade internacional demonstra que os registros de nomes de domínio têm um papel fundamental a desempenhar no processo de globalização da sociedade da informação.

## Domínios de nível superior (TDL) gerenciados pelo AFNIC

### Domínios de primeiro nível com códigos de países franceses (ccTLD)
- .fr : para a França, a República Francesa
- .re : para a ilha da Reunião
- .tf : para as Terras Austrais e Antárticas Francesas
- .wf : para as ilhas de Wallis e Futuna
- .pm : para as ilhas de São Pedro e Miquelão
- .yt : para a ilha de Maiote

### Outros domínios de nível superior são executados pelo AFNIC
- .alace : para a Alsácia
- .bzh : para a Bretanha
- .paris : para a cidade de Paris
- .aquarelle : para a société Aquarelle
- .frogans : para o projeto dos Frogans
- .ovh : para o provedor francês de serviços de Internet OVH
- .corsica : para a região Córsega Puntu Corsica

## Domínios franceses de primeiro nível não gerenciados pelo AFNIC
- .nc  : para a Nova Caledônia ;
- .mq  : para a Martinica ;
- .gp  : para Guadalupe ;
- .gf  : para a Guiana Francesa ;
- .pf  : para a Polinésia Francesa .